# جوئل دنایل
جوئل دنایل (انگلیسی: Jewel De'Nyle؛ زاده ۵ اوت ۱۹۷۶) یک بازیگر پورنوگرافی پیشین و کارگردان فیلم اهل ایالات متحده آمریکا است. او یک عضو مشاهیر نایت مووز، تالار مشاهیر ای‌وی‌ان و تالار افتخارات ایکس‌آرسی‌او است.

## جوایز
- ۱۹۹۹ جایزه نایت مووز – بهترین ستاره جدید (انتخاب سردبیران)[۲]